# 안악 2호분
안악 2호분(安岳二號墳)은 황해남도 안악군에 있는 고구려의 벽화고분이다.

## 구조
고분의 봉토는 방대형이며, 묘실의 구조는 연도와 방형의 현실 및 현실 동벽에 감이 하나 있는 외간무덤이다. 
현실의 네 벽은 석회암·화강암 등의 판석으로 축조하고 두껍게 면화를 발라 정리하였다. 천장은 벽면과 평행하는 2단의 평행굄 위에 3단의 3각굄을 올려 좁히고 꼭대기 중심에 한 장의 덮개돌을 덮은 평행3각굄천장이다. 현실남벽의 동쪽에 약간 치우쳐 있는 연도와 현실 입구 사이에는 좌우 양쪽으로 열리는 돌문이 있다.벽화의 내용은 인물풍속도이나 박락이 심하여 그 전모를 알 수 없다. 

## 벽화
벽화는 연도·현실의 네 벽과 천장에 그려져 있으며, 그 배치상태를 보면 현실 네 모서리에는 구름무늬단청을 한 포기둥을 세워서 그 윗도리를 표시한 횡대를 받치게 하였다. 연도의 좌우 벽에는 각각 한 명의 문지기를 그렸고, 그 양쪽에는 무인행렬도를 그렸다. 
동벽은 박락이 심하여 남쪽 윗부분에 그려진 2명의 비천상과 3명의 산연화도가 남아 있을 뿐이다.
남벽의 현문 윗벽에는 동벽의 것과 같은 비천 2명과 현문을 중심으로 좌우벽에는 각각 1명의 문지기를 그렸다. 
현실의 천장에는 평행굄 제1단 북벽 측면에 붉은빛 바탕에 먹으로 반규무늬를 그리고, 다른 세 면에는 연잎당초무늬를 그렸다. 다음 평행굄 제2단 측면에는 보륜을 마름모꼴 격자로 꿰고 그 속에 연꽃을 배치한 무늬, 연꽃당초무늬, 괴운무늬 등으로 장식하였으며, 천장 중앙에는 커다란 연꽃대과무늬를 그렸다. 

## 같이 보기
- 안악 1호분
- 안악 3호분